# Otto innocenti e un colpevole
Otto innocenti e un colpevole è un romanzo giallo scritto da J.J. Connington (pseudonimo di Alfred Walter Stewart) nel 1931.
Il libro è stato tradotto in tedesco, francese, spagnolo e italiano.

## Trama
Al termine di una serata di bridge, nove giocatori tra i presenti decidono di tentare insieme la fortuna in una lotteria abbinata ad una corsa di cavalli che si svolgerà di lì a pochi giorni. Creano così il "sindacato dei Nove".
La scelta si rivelerà vincente, visto che si aggiudicheranno il secondo premio per 240.000 sterline. Ma le cose si complicano. Il promotore dell'iniziativa, Edmund Blackburn, perde la vita in una sciagura aerea. Gli amministratori del suo patrimonio pretendono che la quota sia conferita agli eredi. Comincia ad emergere, quindi, come una questione nata per lo più scherzosamente, adesso sarà risolta in tribunale.
Ben presto il gruppo del Sindacato dei nove si assottiglierà, per la morte di diversi altri suoi membri. Fin quando Sir Clinton Driffield, il capo della polizia, viene a capo dell'intricata vicenda.

## Personaggi
- Sir Clinton Dreffield:: Capo della polizia. Protagonista della maggior parte dei romanzi di J.J. Connington. Molto amico di Wendover, che chiamava affettuosamente Squire, ritiene che scovare i criminali sia un gioco di squadra, ed è sempre pronto ad accantonare le sue mansioni ufficiali per dare una mano ad un sottoposto per aiutarlo a risolvere un caso, attribuendogliene anche il merito.

- Wendover: decisamente abitudinario nelle sue giornate, al fine di scacciare la noia derivante dal fatto che il suo reddito gli permettesse una vita perfettamente agiata pur non lavorando. Amico prezioso di Sir Clinton Driffield, capo della polizia, sebbene s'incontrassero di rado e si scrivessero ad intermittenza. Solo Driffield usava il nomignolo Squire per chiamarlo. Wendover è un appassionato di criminologia e spesso aveva aiutato in modo eminente Driffield nel risolvere i casi che si erano presentati.

- Ispettore Severn: ispettore di polizia che collabora per la risoluzione del caso.

- Mackworth: appassionato di radiofonia, difficilmente trova qualcuno che ami frequentarlo, salvo che non abbia l'hobby della radiofonia. Si può considerare come uno tra i "segugi dei segnali a lunga distanza". Quello che cerca nella radio è il piacere di girare il mondo alla ricerca di un segnale radio. Ascoltasse il segnale orario da Copenaghen o il bollettino meteo da Stoccolma è uguale. Non fa parte del Sindacato dei Nove.

- Edmund Blackburn: promotore del Sindacato dei Nove nonché prima vittima della serie di disgrazie che colpiranno i membri del citato sindacato. Muore vittima di una disgrazia aerea e, a detta di Wedover, "perché voleva evitarsi il disagio di una traversata in mare".

- Willenhall: membro del Sindacato dei Nove, nuovo della zona, amante di escursioni e passeggiate, chiede a Wendover cosa visitare. Viene trovato morto ad Hell's Gape.

- Jack Coniston: membro del Sindacato dei Nove, muore in un incidente stradale. Guidatore spericolato, apparentemente muore per vincere una scommessa: arrivare da casa dei Thursford a casa propria (visibile col binocolo dal giardino della prima casa).

- Tommie Redhill: membro del Sindacato dei Nove, primo ad accorrere, dopo l'ispettore Severn, quando viene trovato morto Coniston. Uomo di forte personalità e dalla freddezza impareggiabile.

- Mr. Harry Thursford: membro del Sindacato dei Nove, persona piuttosto sgradevole specialmente quando si dedicava all'alcool.

- Mr. Peter Thursford: membro del Sindacato dei Nove, nipote di Harry Thursford e per un certo periodo della storia fidanzato con Miss Langdale. Persona molto audace e calcolatrice. L'unico che si dimette dal Sindacato dei Nove.

- Miss Langdale: fidanzata di Peter Thursford, decide di lasciarlo quando quest'ultimo si dimette dal Sindacato dei Nove.

## Edizione italiana
- J. J. Connington, Otto innocenti e un colpevole, traduzione di Dario Pratesi, Collana I bassotti n.114, Milano, Polillo, 2012, ISBN 978-88-815-4408-0.